# Musha shugyō
| Musha shugyō         | Musha shugyō     |
| -------------------- | ---------------- |
| Japonés              | 武者修行         |
| Hiragana             | むしゃしゅぎょう |
| Romanización Hepburn | musha shugyō     |
| Kunrei-shiki         | musya syugyô     |

Musha shugyō (武者修行 musha shugyo?, lit. "entrenamiento del guerrero") es un término japonés que designa la práctica de viajar o peregrinar a la que se adscribían los antiguos samurai. Un practicante de este concepto, denominado shugyōsha, había de vagar por las tierras de Japón practicando y honrando sus habilidades sin la protección de su familia o su escuela, valiéndose sólo de sí mismo y exponiéndose a los peligros que fueran necesarios para probar su valía. Las posibles actividades del aventurero podrían incluir entrenar con otras escuelas, batirse en duelo, trabajar como guardaespaldas o mercenario, y buscar a un daimyo al cual servir. Por todo ello, este concepto es similar al caballero andante en la Europa feudal. 
La práctica de la peregrinación fue inspirado por los monjes Zen, quienes habrían de abordar similares actividades errantes de carácter ascético (a las cuales ellos llamaban angya, "viajar a pie") a fin de alcanzar iluminación. Kamiizumi Ise-no-Kami Nobutsuna, quien fundara la escuela de espadachines Shinkage-ryū a mitad del siglo XVI, fue un famoso shugyōsha.